# Amtsgericht Heringen
Das Amtsgericht Heringen war ein Gericht der ordentlichen Gerichtsbarkeit in Heringen/Helme.

## Geschichte
Von 1849 bis 1879 bestand in Heringen die Gerichtskommission Heringen des Kreisgerichtes Sangerhausen. Im Rahmen der Reichsjustizgesetze wurden reichsweit einheitlich Oberlandes-, Land- und Amtsgerichte gebildet. Das königlich preußische Amtsgericht Heringen wurde mit Wirkung zum 1. Oktober 1879 als eines von 14 Amtsgerichten im Bezirk des Landgerichtes Nordhausen im Bezirk des Oberlandesgerichtes Naumburg gebildet. Der Sitz des Gerichtes war die Stadt Heringen. Sein Gerichtsbezirk umfasste aus dem Landkreis Sangerhausen den Stadtbezirk Heringen und die Amtsbezirke Görsbach, Schloss Heringen und Uthleben. Am Gericht bestand 1880 eine Richterstelle. Das Amtsgericht war damit ein kleines Amtsgericht im Landgerichtsbezirk.
Im Zweiten Weltkrieg wurde das Amtsgericht Heringen 1943 aufgehoben und sein Sprengel dem Amtsgericht Nordhausen zugeteilt.